# Licht & Gloed
Licht & Gloed was een nationaal tijdschrift voor de leiding van Chirojeugd Vlaanderen.
In januari 1975 smolten de tijdschriften Licht voor de leidsters van de meisjeschiro en Gloed voor de leiders van de jongenschiro samen onder de gemeenschappelijke titel Licht & Gloed. Dit was het gevolg van het gemengde karakter van Chirojeugd dat officieel bevestigd werd met de juridische erkenning van Chiro als één beweging, volgens het decreet op het landelijk jeugdwerk. Dit leidde tot de oprichting van de V.Z.W. Chirojeugd Vlaanderen. Vanaf dat moment bestond er nog maar één Chiro met één gemeenschappelijk leidingsblad.  De redactie bleef zoals voorheen bestaan uit vrijgestelden en vrijwilligers.
Vaste rubrieken van het maandblad waren onder meer: 
- Ga er eens wat dieper op in
- Moet je lezen.. moet je doen
- Chiro overzee
- Chiro in kleur

Licht & Gloed werd gedrukt bij drukkerij Verraes te Menen met penningmeester Arie Peeters als verantwoordelijke uitgever. Het eerste nummer werd gestart met vermelding van de 69ste jaargang, wat verwijst naar de eerdere uitgaven van Het Katholiek Patronaat. Het maandblad kende een kortstondig leven want het werd in september 1976 omgevormd en kreeg de nieuwe titel Dubbelpunt.